# Миколаївка (Братська селищна громада)
Микола́ївка (в минулому — Скаржинка, Мала Скаржинка) — село в Україні, у Братській селищній громаді Вознесенського району Миколаївської області. Населення становить 497 осіб. До 2020 року орган місцевого самоврядування — Миколаївська сільська рада.

## Географія
Село Миколаївка розташоване за 29 км від районного центру та 14 км від адміністративного центру Братської селищної громади. Селом тече річка Балка Солона.

## Історія
Село засноване 1782 року під первинною назвою Скаржинка (пізніше — Мала Скаржинка). 
За даними на 1859 рік у власницькому селі Миколаївка (Скаржинка) Єлисаветградського повіту Херсонської губернії мешкало 309 осіб (150 чоловіків та 159 жінок), налічувалось 45 дворових господарств.
Станом на 1886 рік у колишньому власницькому селі Трикратської волості мешкало 442 особи, налічувалось 70 подвір'їв, існував постоялий двір.
12 червня 2020 року, в ході децентралізації, Миколаївська сільська рада об'єднана з Братською селищною громадою.
17 липня 2020 року, в результаті адміністративно-територіальної реформи та ліквідації Братського району, село увійшло до складу новоствореного Вознесенського району.

## Населення
Згідно з переписом УРСР 1989 року чисельність наявного населення села становила 538 осіб, з яких 253 чоловіки та 285 жінок.
За переписом населення України 2001 року в селі мешкало 500 осіб.

### Мова
Розподіл населення за рідною мовою за даними перепису 2001 року:
| Мова       | Чисельність | Відсоток |
| ---------- | ----------- | -------- |
| українська | 464         | 93,36%   |
| румунська  | 18          | 3,62%    |
| російська  | 11          | 2,22%    |
| гагаузька  | 4           | 0,80%    |
| Усього     | 497         | 100%     |